# Heinz Berggruen

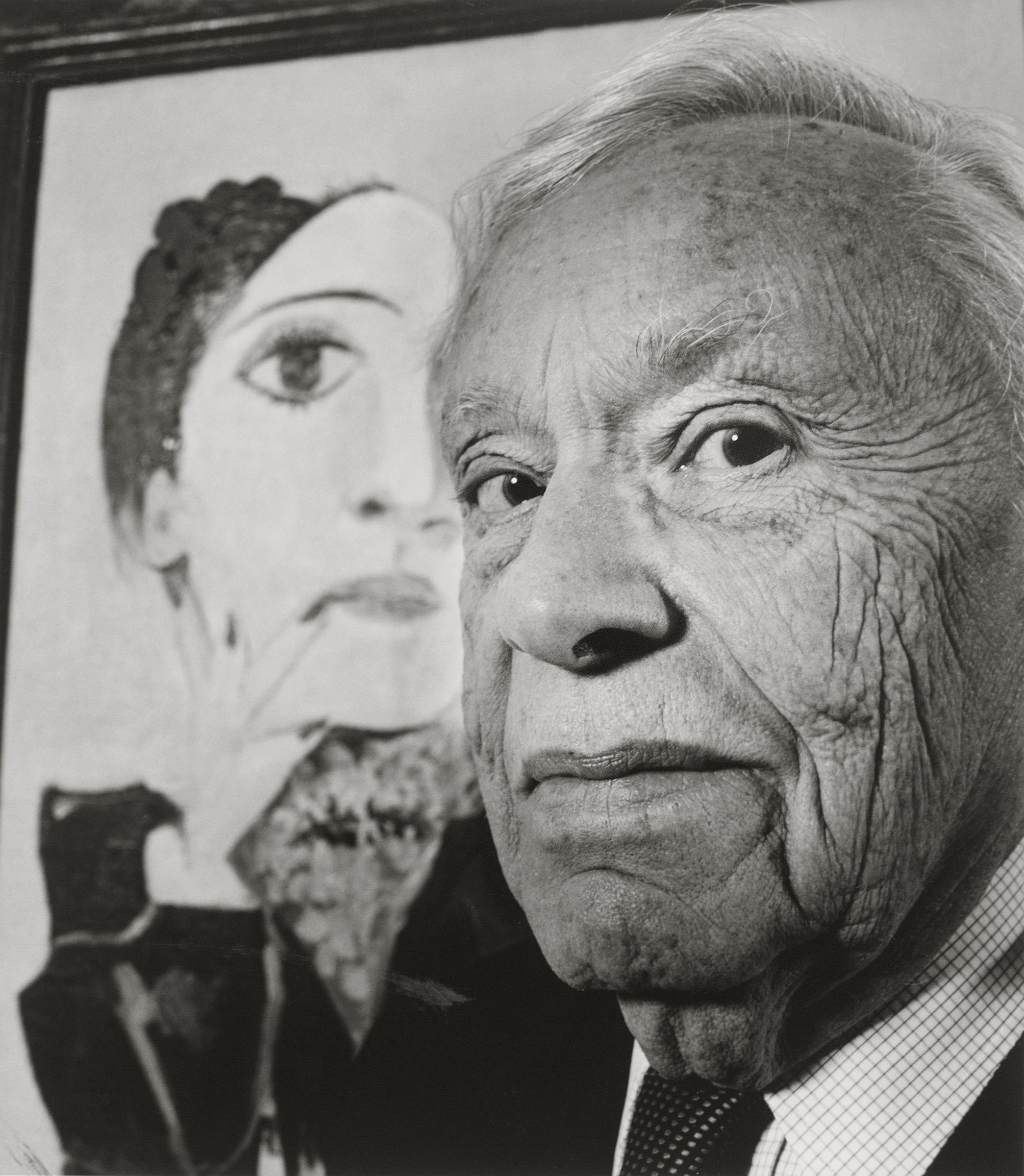
Heinz Berggruen gefotografeerd door Oliver Mark voor Pablo Picasso's Dora Maar met groene nagels uit 1936 (Berlijn 2000)

Heinz Berggruen (Berlin-Wilmersdorf, 5 januari 1914 – Parijs, 23 februari 2007) was een Duitse kunstverzamelaar, galerist, kunsthandelaar, journalist en vooral mecenas.

## Emigratie in 1936
Heinz Berggruen emigreerde in 1936, met een studiebeurs voor 1 jaar van de Universiteit van Californië - Berkeley, naar de Verenigde Staten. Hij was werkzaam als kunstcriticus voor de San Francisco Chronicle en werd in 1939 als curator benoemd aan het San Francisco Museum of Modern Art, waar hij werd belast met de organisatie van een tentoonstelling van de Mexicaanse schilder Diego Rivera. In hetzelfde jaar huwde hij Lillian Zellerbach, de dochter van een  papierfabrikant in San Francisco.
In de Tweede Wereldoorlog werd hij als militair in Europa gestationeerd. Na de oorlog was hij kort werkzaam als mede-uitgever van het kunstblad "Heute" in München, waar hij Erich Kästner leerde kennen. Deze periode noemde hij later een hoogtepunt in zijn journalistieke carrière.

## Parijs vanaf 1947
Berggruen werd aangesteld als medewerker bij de UNESCO in Parijs, waar hij zich in 1947 als kunsthandelaar in de Rue de l’Université vestigde. Hij begon de kunsthandel zonder kapitaal of geldschieters en vertrouwde op zijn gevoel voor kwaliteit. In 1949 werd hij door de dadaïstische dichter Tristan Tzara aan Pablo Picasso voorgesteld. Hij won Picasso's sympathie en werd diens vriend en kunsthandelaar. Berggruen bleef galerist en handelaar tot 1980. In 1973 leverde Berggruen zijn Amerikaanse paspoort weer in en werd Duits staatsburger.
Heinz Berggruen werd na 1980 collectioneur en verzamelde vooral kunstwerken van Pablo Picasso, Henri Matisse, Paul Klee en Paul Cézanne. In deze hoedanigheid was hij, als de Franse kunsthandelaar Ambroise Vollard eerder, een wegbereider van de nieuwe kunststromingen der twintigste eeuw.

## Terugkeer naar Berlijn 1996

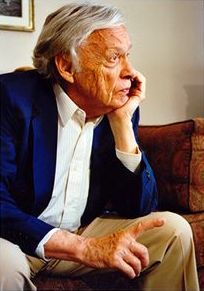
Heinz Berggruen, 2002

In januari 1991 trof Berggruen Wolf-Dieter Dube van de Staatliche Museen zu Berlin bij de opening van een vijfjarige tentoonstelling van de Berggruen-Collectie in de National Gallery in Londen. Dube slaagde erin Berggruen te bewegen hem in Berlijn te bezoeken, hetgeen uiteindelijk resulteerde in de terugkeer van Berggruen in 1996 naar Berlijn en wel met de collectie van 113 meesterwerken. Kort voor Kerst 2000 verkocht Berggruen zijn op 750 miljoen euro geschatte collectie voor een symbolisch bedrag van 126 miljoen euro aan de Stiftung Preußischer Kulturbesitz. Hij beschouwde deze overdracht als een "gebaar van verzoening". Zeven kunstwerken bleven buiten de transactie, vijf werken van Paul Cézanne en twee van Vincent van Gogh, ten behoeve van zijn erfgenamen.

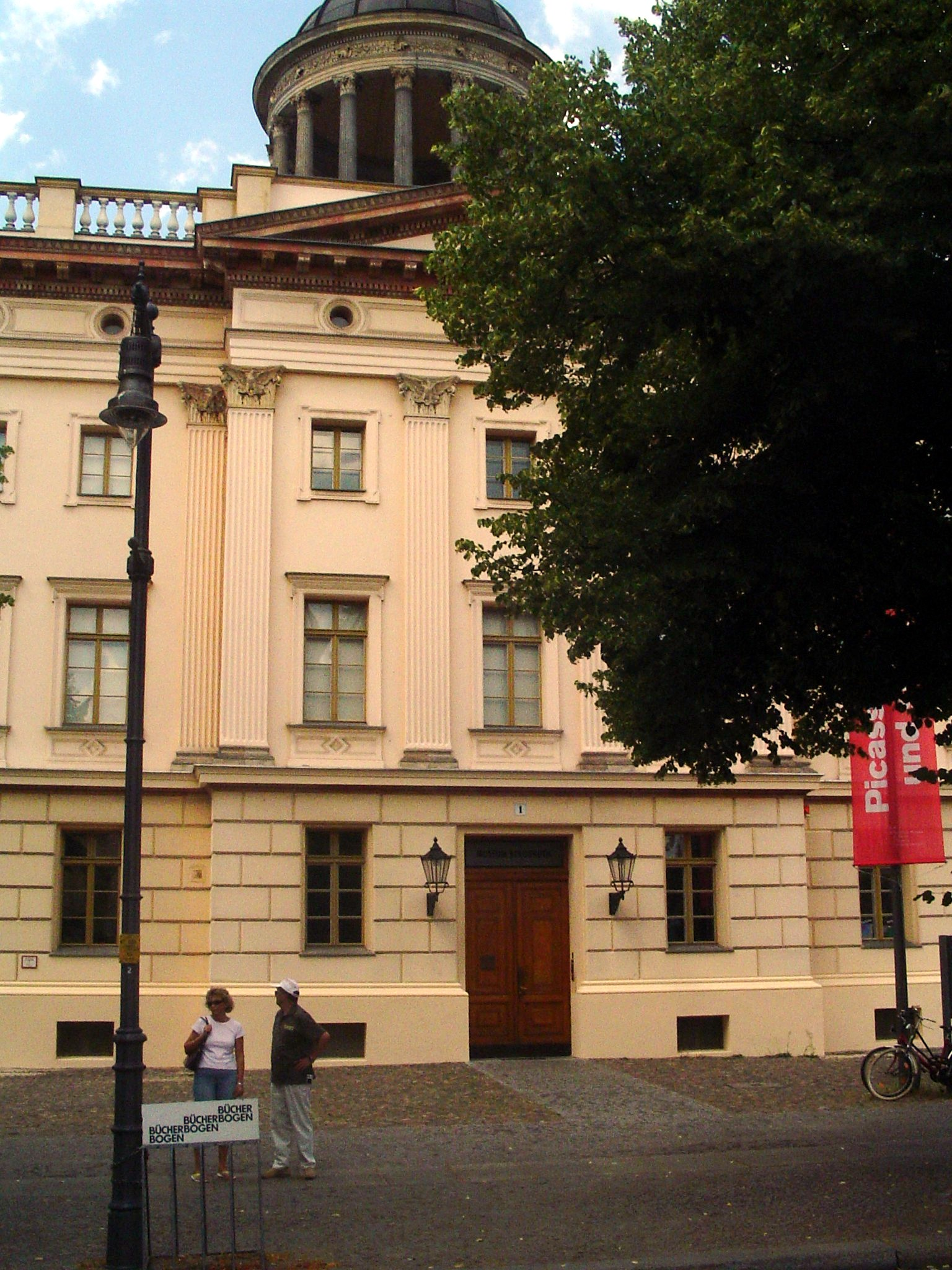
«Museum Berggruen» in Berlijn

Vanwege zijn "gebaar" werd Berggruen in 2004 het ereburgerschap van de Stad Berlijn verleend.

## Het museum
De collectie Berggruen heeft een plaats gevonden in Museum Berggruen als deel van de Nationalgalerie in de westelijke Stülerbau tegenover Slot Charlottenburg in Berlijn. De verzameling wordt het publiek getoond als Sammlung Berggruen – Picasso und seine Zeit.